# Francisco San Martin
Francisco San Martin (Maiorca, 27 agosto 1985 – Los Angeles, 16 gennaio 2025) è stato un attore spagnolo.
Divenne per il ruolo di Dario Hernandez in Il tempo della nostra vita, per il ruolo di Mateo in Beautiful e di Fabian Regalo del Cielo in Jane the Virgin.

## Biografia

### Origini
San Martin nacque a Maiorca in Spagna il 27 agosto 1985.

### Carriera
Arrivò al successo nel 2011 quando entrò nel cast della soap opera Il tempo della nostra vita nel ruolo di Dario Hernandez per 59 puntate. Nel 2013 fece un'apparizione nel film per la TV Dietro i candelabri. Nel 2017 entrò nel cast della soap opera Beautiful, nel ruolo di Mateo, che però interpretò solo per 16 puntate. Nello stesso anno impersonò Fabian Regalo del Cielo nella serie TV Jane the Virgin per 7 episodi.

### Morte
San Martin morì suicida nella sua casa a Los Angeles il 16 gennaio 2025, per impiccagione. 

## Filmografia

### Cinema
- A Love Story (2016)
- Hotter Up Close (2022)
- Dot (2022)

### Televisione
- Il tempo della nostra vita (Days of Our Lives) - soap opera (2011)
- Dietro i candelabri (Behind the Candelabra), regia di Steven Soderbergh - film TV (2013)
- Beautiful (The Bold and the Beautiful) - soap opera (2017)
- Jane the Virgin - serie TV, 7 episodi (2017)